# ورنر پترز
ورنر پترز (آلمانی: Werner Peters؛ ‏ ۷ ژوئیهٔ ۱۹۱۸ – ۳۰ مارس ۱۹۷۱) بازیگر اهل آلمان بود. وی بین سال‌های ۱۹۴۷ تا ۱۹۷۱ میلادی فعالیت می‌کرد.
از فیلم‌ها یا برنامه‌های تلویزیونی که وی در آن نقش داشته‌است می‌توان به مرگ دوبار در می‌زند، کشتی راهنما، شیطان در شب آمد، پرنده‌ای با بال‌های بلورین، تهاجم آردنن، دادگاه نظامی و یک دیوانگی خوب اشاره کرد.